# Karl G. Johansson
Karl G. Johansson, född 1959, är en svensk språkvetare och översättare. Han är professor vid institutet för lingvistiska och nordiska studier vid Oslo universitet. Tillsammans med Kristinn Jóhannesson och Gunnar D. Hansson har han varit redaktör för en omfattande, ny översättning av islänningasagorna till svenska (2014). Han har ofta arbetat tillsammans med Mats Malm.